# زابرژیه
زابرژیه (به صربی: Zabrežje) یک منطقهٔ مسکونی در صربستان است که در اوبرنوواتس واقع شده‌است. زابرژیه ۱۲٫۴۶ کیلومتر مربع مساحت و ۲٬۳۷۱ نفر جمعیت دارد و ۷۵ متر بالاتر از سطح دریا واقع شده‌است.